# Stegnogramma amabilis
Stegnogramma amabilis är en kärrbräkenväxtart som först beskrevs av Motozi Tagawa, och fick sitt nu gällande namn av Nakaike. Stegnogramma amabilis ingår i släktet Stegnogramma och familjen Thelypteridaceae. Inga underarter finns listade.